# Geedaley
Geedaley (ook: Gēdáley, Gedaley, Ghedalei, Ceeldheer Cammaara, Camaara, en mogelijk ook Amara of Adaley ) is een dorp in het zuiden van het district Hobyo, regio Mudug, deelstaat Galmudug, in centraal Somalië.
 Geedaley ligt ca. 69 km ten westen van de districtshoofdstad Hobyo; ca. 50 km van de kust van de Indische Oceaan; en ca. 68 km ten noorden van de stad Harardheere. De afstand tot de hoofdstad Mogadishu bedraagt 459 km. Dorpen in de buurt zijn Bacadweyn (6,3 km) en Wisil (29 km).
 Het dorp ligt aan de rand van een gebied met zandduinen, Ciidda Bacadweyn genaamd.
Geedaley ligt in een gebied dat de afgelopen jaren langdurig werd (en deels nog steeds wordt) bezet door de islamitische terreurgroep Al-Shabaab. In februari 2017 werd het dorp bevrijd door troepen van de deelstaat Galmudug met steun van het Somalische leger, als onderdeel van een offensief dat bevrijding van de verderop gelegen stad Harardheere tot doel had, die al sinds 2009 in handen is van Al-Shabaab. Boven het strijdtoneel zouden Amerikaanse drones hebben rondgevlogen. In oktober 2015 had Al-Shabaab al inwoners van Geedaley gearresteerd die ervan verdacht werden banden te onderhouden met de deelstaatregering van Galmudug.
Klimaat: Geedaley heeft een woestijnklimaat. De gemiddelde jaartemperatuur is 26,8°C. April is de warmste maand, gemiddeld 29,1°C; januari, juli en augustus zijn het koelste, gemiddeld 25,7°C. De jaarlijkse regenval bedraagt ca. 182 mm (ter vergelijking, in Nederland ca. 800 mm). Van januari t/m maart en juni t/m september zijn er twee droge seizoenen en valt er vrijwel geen regen. De twee regenseizoenen vallen in april-mei en oktober-november. Mei is de natste maand; er valt dan ca. 55 mm neerslag.